# ایوان ایوانف-وانو
ایوان ایوانف-وانو (روسی: Ива́н Петро́вич Ивано́в-Вано́؛ ۸ فوریهٔ ۱۹۰۰ – ۲۵ مارس ۱۹۸۷) یک پویانما، فیلم‌نامه‌نویس، کارگردان فیلم و استاد مؤسسه سینمایی گراسیموف اهل روسیه بود.
ایوان ایوانف-وانو یکی از پیشگامان مکتب پویانمایی روسی بود، تا جایی که گاهی او را «بنیان‌گذار پویانمایی روسیه» می‌نامند.
وی همچنین برندهٔ جوایزی همچون جایزه دولتی برادران واسیلیف، جایزه هنرمند مردمی اتحاد جماهیر شوروی، نشان انقلاب اکتبر، هنرمند مردمی جمهوری شوروی فدراتیو سوسیالیستی روسیه، و نشان لنین شده‌است.
از آثار او می‌توان به برو اونجا، نمی‌دونم کجا، نبرد کرژنتس و چپ‌دست اشاره نمود.